# Tram (film)
Pour les articles homonymes, voir Tram.
Pour plus de détails, voir Fiche technique et Distribution.
Tram est un court métrage franco-tchèque réalisé par Michaela Pavlátová, et produit par Ron Dyens et Pavel Strnad.
Il a reçu le Cristal du meilleur court-métrage d'animation lors du festival d'Annecy 2012.

## Synopsis
Une conductrice de tramway laisse place à ses pulsions et fantasmes, transformant la réalité en un délire surréaliste et phallique.
Des précisions du critique Christophe Chauville, dans la revue Bref : « Couvert de récompenses partout où il passe, Tram de Michaela Pavlátová perpétue une tendance du cinéma d'animation à travers laquelle les femmes s’emparent crânement de l’érotisme et des fantasmes de leur psyché – on se souvient de plusieurs fresques sensuelles de Florence Miailhe ou, plus lointainement, d’Asparagus de l’Américaine Suzan Pitt (1978). Tram s’inscrira d’ailleurs dans une collection en plein développement, intitulée Sexpériences et qui réunira sur ce thème des réalisatrices de films d’animation de différentes nationalités. »

## Fiche technique
- Titre : Tram
- Réalisation : Michaela Pavlátová
- Scénario : Michaela Pavlátová
- Producteur : Ron Dyens et Pavel Strnad
- Musique : Petr Marek
- Montage : Milos Krejcar
- Studio : Sacrebleu Productions et Negativ
- Pays d'origine :  France et  République tchèque
- Durée : 7 minutes
- Date de sortie : 24 mai 2012

## Distinctions
Lors de l'édition 2012 du Festival international du film d'animation d'Annecy, Tram reçoit le Cristal d'Annecy ainsi que le prix Fipresci
En 2013, lors du Bloody week-end, festival du film fantastique d'Audincourt, Tram reçoit le prix du meilleur film d'animation.